# Folpet
Folpet ist ein Wirkstoff zum Pflanzenschutz und eine chemische Verbindung aus der Gruppe der Phthalimide, Sulfenamide und organischen Chlorverbindungen.

## Gewinnung und Darstellung
Folpet kann durch Reaktion von  Trichlormethansulfenylchlorid (Perchlormethylmercaptan) mit dem Natriumsalz von Phthalimid in einem kalten wässrigen System oder mit Kaliumphthalimid in organischen Lösungsmitteln hergestellt werden.

## Eigenschaften
Folpet ist ein brennbarer, nicht flüchtiger, weißer bis gelblicher Feststoff, welcher praktisch unlöslich in Wasser ist.

## Verwendung und Zulassung
Folpet wird als Fungizid in Pflanzenschutzmitteln verwendet. In Deutschland, Österreich und der Schweiz sind Pflanzenschutzmittel mit diesem Wirkstoff zugelassen, meist gegen Pilzkrankheiten im Weinbau (z. B. Folpan).
Folpet ist in der EU seit 2015 als Biozid der Produktart 6 genehmigt. Es kommt zum Beispiel bei der Konservierung von Farben zum Einsatz. Außerdem wurde es für die Produktarten 7 (Beschichtungsschutzmittel) und 9 (Schutzmittel für Fasern, Leder, Gummi und polymerisierte Materialien) genehmigt.
Folpet ist vermutlich karzinogen. Aus Gründen der Anwendersicherheit (Einatmen von Staub beim Einfüllen) wurde 1986 die Zulassung nicht verlängert und Folpet erst deutlich später als Wasserdispergierbares Granulat (WDG) wieder zugelassen.

## Notfallzulassung und Erhöhung der zulässigen Rückstandshöchstmenge für Kernobst 2024
Äpfel und andere Kernobstarten dürfen gemäß der europäischen Verordnung über Höchstgehalte an Pestizidrückständen maximal einen Rückstand von 0,3 Milligramm Folpet pro Kilogramm enthalten.
Im Sommer 2024 beantragte die Bundesfachgruppe Obstbau, die berufsständische Vertretung der deutschen Erwerbsobstbauern, den Erlass einer sogenannten Notfallzulassung, da sie die Kernobst-, insbesondere die Apfelernte in der Bodensee-Region bedroht sah. Aufgrund langanhaltender Regenfälle hatten sich hier die Sporen des Apfelschorfpilzes (Venturia inaequalis) stark verbreitet. Er kann auf dem Obst leicht gewölbte, dunkelgrüne oder braune Flecken hervorrufen. Diese können rissig werden, was dann zu einer Verringerung der Lagerdauer des Obsts führt.
Grundsätzlich kann dieser Pilzbefall auch mit dem Wirkstoff Captan bekämpft werden. In der Bodenseeregion ist dies aber nur so lange möglich, wie sichergestellt werden kann, dass dieses Mittel nicht auf benachbarte Hopfenfelder abdriftet. Dies würde den Export des Hopfens in Länder gefährden, die hinsichtlich des Captans eine Nulltoleranz-Schwelle eingeführt haben. Dazu zählen unter anderem die wichtigen Abnehmerländer USA und Japan. 
Das zuständige Bundesamt für Verbraucherschutz und Lebensmittelsicherheit kam dem Antrag nach und erteilte die beantragte Notfallzulassung. Aufgrund dieser durften Kernobstbetriebe in den Landkreisen Bodenseekreis, Ravensburg und Lindau vom 18. Juli 2024 bis 14. November 2024 6.750 kg Folpet auf einer Fläche von 1.500 ha ausbringen.
Da das Mittel damit relativ kurz vor der Obsternte ausgebracht werden durfte, war zu erwarten, dass das hier geerntete Obst weit mehr Folpet enthalten würde, als nach der Europäischen Rückstandshöchstmengen-Verordnung erlaubt. Um die Verkehrsfähigkeit des Obstes, zumindest innerhalb Deutschlands, dennoch sicherzustellen, wurde daher zugleich eine nationale Erhöhung der zulässigen Rückstandshöchstmenge Folpet in Kernobst beantragt. 
Am 16. August 2024 erhöhte das BVL den Rückstandshöchstgehalt an Folpet im Wege einer nationalen Ausnahmeverordnung auf 6 Milligramm pro Kilogramm Kernobst. Da der europäische Grenzwert weiterhin bei 0,3 Milligramm Folpet pro Kilogramm Kernobst lag, war deutsches Kernobst mit höheren Rückstandsmengen auf dem europäischen Markt außerhalb Deutschlands nicht verkehrsfähig.
Bereits die Ankündigung der Erhöhung des Grenzwerts rief massive Kritik von Umweltverbänden hervor. So sprach sich etwa der BUND bereits bei Vorlage des Verordnungs-Entwurfs „aufs Schärfste“ gegen die Erteilung der Notfallzulassung aus. Er verwies darauf, dass das Mittel nicht nur für Menschen, sondern auch für zahlreiche weitere Organismen gefährlich sei, wohingegen der Verzehr von verschorftem Obst keineswegs gefährlich, sondern nur eine ästhetische Beeinträchtigung sei. Außerdem forderte er, Notfallzulassungen und Grenzwerterhöhungen für gefährliche Pestizide nicht mehr zu erteilen.
Das Umweltinstitut München wies darauf hin, dass der Wirkstoff Folpet sehr giftig für Wasserorganismen sei, im Verdacht stehe, Krebs zu erzeugen, neurotoxisch sei und die Parkinson-Krankheit auslösen könne.
Der BUND sprach in dem Zusammenhang von „giftigen Schneewittchen-Äpfeln“, es gab kritische Presseberichte. Diese Darstellungen wurden von den Obstbauern der Region als überzogen und falsch zurückgewiesen.
Kurz nach Erteilung der Notfallzulassung teilte die Arbeitsgemeinschaft der Erzeugerorganisationen und Obstbauvereine am Bodensee mit, Folpet werde nun doch nicht im ursprünglich beabsichtigten Umfang eingesetzt. Einerseits hätten die Regenfälle nachgelassen, die Pilzbehandlung sei daher nicht mehr so dringend. Andererseits hätten verschiedene Großkunden die Abnahme der Äpfel mit dem deutlich erhöhten Pestizidrückstand abgelehnt.